# Festival olympique de la jeunesse européenne 2009
Navigation
2007 2011
Le Festival olympique de la jeunesse européenne 2009 s'est tenu à  Tampere, Finlande du 19 au 25 juillet 2009.

## Sports présents
| - Athlétisme - Basket-ball - Cyclisme | - Gymnastique - Handball - Judo | - Natation - Tennis - Volley-ball |

## Sites des compétitions
- Tampere Stadium (Athlétisme)
- Tampere Exhibition and Sports Centre TESC (Volley-ball, Handball, Gymnastique)
- Tampere Ice Stadium (Judo)
- Tampere Swimming Centre (Natation)
- Pyynikki Ball Games Centre (Basket-ball garçons)
- Hervanta Leisure Centre (Basket-ball filles)
- Tampere Tennis Centre (Tennis)

## Nations participantes
| - Albanie - Andorre - Arménie - Autriche - Azerbaïdjan - Biélorussie - Belgique - Bosnie-Herzégovine - Bulgarie - Croatie - Chypre - République tchèque - Danemark - Estonie - Finlande - France | - Géorgie - Allemagne - Royaume-Uni - Grèce - Hongrie - Islande - Irlande - Israël - Italie - Lettonie - Liechtenstein - Lituanie - Luxembourg - Macédoine - Malte - Moldavie | - Monaco - Monténégro - Pays-Bas - Norvège - Pologne - Portugal - Roumanie - Russie - Saint-Marin - Serbie - Slovaquie - Slovénie - Espagne - Suède - Suisse - Turquie - Ukraine |

## Liste des médaillés

### Gymnastique
| Evenement                   | Or                                                               | Argent                                                | Bronze                                                                             |
| Homme                       | Homme                                                            | Homme                                                 | Homme                                                                              |
| --------------------------- | ---------------------------------------------------------------- | ----------------------------------------------------- | ---------------------------------------------------------------------------------- |
| Concours général par équipe | Russie - David Belyavskiy - Igor Pakhomenko - Mikhail Andreev    | Suisse - Oliver Hegi - Michael Meier - Pablo Brägger  | Roumanie - Andrei Vasile Muntean - Adelin Ladislau Kotrong - Ioan Laurentiu Nistor |
| Concours général individuel | David Belyavskiy                                                 | Andrei Vasile Muntean                                 | Igor Pakhomenko                                                                    |
| Sol                         | David Belyavskiy                                                 | Andrei Vasile Muntean                                 | Pablo Brägger                                                                      |
| Cheval d'arçon              | Sam Oldham                                                       | Igor Pakhomenko                                       | Maksym Semyankiv                                                                   |
| Anneaux                     |                                                                  |                                                       |                                                                                    |
| Saut                        | Thomas Thys                                                      | Jim Zona                                              | Pablo Brägger                                                                      |
| Barres parallèles           | Sam Oldham                                                       | Thomas Neuteleers                                     | Oliver Hegi                                                                        |
| Barre fixe                  | Maximilian Bennett                                               | Velislav Valchev                                      | Oliver Hegi                                                                        |
| Femme                       |                                                                  |                                                       |                                                                                    |
| Concours général par équipe | Russie - Viktoria Komova - Violetta Malikova - Tatiana Solovyeva | Roumanie - Amelia Racea - Raluca Haidu - Diana Trenca | Pays-Bas - Celine van Gerner - Naoual Chahdi - Lisa van den Burg                   |
| Concours général individuel | Viktoria Komova                                                  | Amelia Racea                                          | Celine van Gerner                                                                  |
| Saut                        | Amelia Racea                                                     | Naoual Chahdi                                         | Viktoria Komova                                                                    |
| Barres asymétriques         | Viktoria Komova                                                  | Amelia Racea                                          | Nicole Hibbert                                                                     |
| Poutre                      | Amelia Racea                                                     | Viktoria Komova                                       | Celine van Gerner                                                                  |
| Sol                         | Viktoria Komova                                                  | Violetta Malikova                                     | Amelia Racea                                                                       |

## Tableau des médailles[1]
| Rang  | Nation             | Or  | Argent | Bronze | Total |
| ----- | ------------------ | --- | ------ | ------ | ----- |
| 1     | Russie             | 18  | 10     | 8      | 36    |
| 2     | Allemagne          | 10  | 8      | 7      | 25    |
| 3     | Royaume-Uni        | 10  | 6      | 9      | 25    |
| 4     | Belgique           | 9   | 5      | 4      | 18    |
| 5     | Espagne            | 9   | 3      | 2      | 14    |
| 6     | Italie             | 8   | 7      | 7      | 22    |
| 7     | France             | 7   | 10     | 4      | 21    |
| 8     | Turquie            | 4   | 1      | 6      | 11    |
| 9     | Roumanie           | 3   | 8      | 5      | 16    |
| 10    | Pologne            | 3   | 4      | 7      | 14    |
| 11    | Serbie             | 2   | 5      | 3      | 10    |
| 12    | Ukraine            | 2   | 3      | 8      | 13    |
| 13    | Hongrie            | 2   | 3      | 5      | 10    |
| 14    | Pays-Bas           | 2   | 3      | 5      | 10    |
| 15    | République tchèque | 2   | 3      | 2      | 7     |
| 16    | Suisse             | 2   | 2      | 8      | 12    |
| 17    | Danemark           | 2   | 2      | 5      | 9     |
| 18    | Autriche           | 2   | 2      | 4      | 8     |
| 19    | Azerbaïdjan        | 2   | 1      | 1      | 4     |
| 20    | Slovaquie          | 2   | 1      | 1      | 4     |
| 21    | Finlande           | 1   | 5      | 1      | 7     |
| 22    | Irlande            | 1   | 3      | 3      | 7     |
| 23    | Biélorussie        | 1   | 2      | 1      | 4     |
| 24    | Lituanie           | 1   | 2      | 0      | 3     |
| 25    | Portugal           | 1   | 1      | 1      | 3     |
| 26    | Estonie            | 1   | 0      | 1      | 2     |
| 27    | Slovénie           | 1   | 0      | 1      | 2     |
| 28    | Moldavie           | 1   | 0      | 0      | 1     |
| 29    | Lettonie           | 0   | 2      | 2      | 4     |
| 30    | Géorgie            | 0   | 2      | 1      | 3     |
| 31    | Bulgarie           | 0   | 1      | 2      | 3     |
| 32    | Croatie            | 0   | 1      | 2      | 3     |
| 33    | Arménie            | 0   | 1      | 1      | 2     |
| 34    | Chypre             | 0   | 1      | 1      | 2     |
| 35    | Israël             | 0   | 1      | 1      | 2     |
| 36    | Suède              | 0   | 1      | 0      | 1     |
| 37    | Grèce              | 0   | 0      | 4      | 4     |
| 38    | Albanie            | 0   | 0      | 0      | 0     |
|       | Andorre            | 0   | 0      | 0      | 0     |
|       | Bosnie-Herzégovine | 0   | 0      | 0      | 0     |
|       | Macédoine          | 0   | 0      | 0      | 0     |
|       | Islande            | 0   | 0      | 0      | 0     |
|       | Liechtenstein      | 0   | 0      | 0      | 0     |
|       | Luxembourg         | 0   | 0      | 0      | 0     |
|       | Malte              | 0   | 0      | 0      | 0     |
|       | Monaco             | 0   | 0      | 0      | 0     |
|       | Monténégro         | 0   | 0      | 0      | 0     |
|       | Norvège            | 0   | 0      | 0      | 0     |
|       | Saint-Marin        | 0   | 0      | 0      | 0     |
| Total | Total              | 109 | 110    | 123    | 342   |